# Democristians (Suècia)
Els Democristians (suec Kristdemokraterna, KD) és un partit polític suec d'ideologia democristiana, fundat el 1964. El nom del partit va ser durant molt de temps l'abreujat KDS fins al 1996, quan es va canviar en la nova abreviatura KD quan va canviar el nom del Partit Social Demòcrata Cristià pel d'Els Democristians.

## Història
El partit té les seves arrels en un moviment contra la decisió del govern suec de 1963 per a eliminar l'educació religiosa del pla d'estudis de l'escola primària. L'organització fou anomenada «Responsabilitat Social Cristià», que més tard es convertiria en la Unitat Demòcrata Cristiana i va organitzar diverses marxes contra la decisió, un dels quals es va convertir en un dels més grans de la història moderna sueca. Va sorgir com a agrupació entre la minoria de centredreta i les forces de minoria religiosa vinculada a les tendències en la societat (les Esglésies Lliures).
El 20 de març de 1964 fou fundat el partit com a Unitat Demòcrata Cristiana (Kristen Demokratisk Samling). Al principi era només una organització, però en una reunió de la junta directiva a finals d'aquest any es va decidir que l'organització es renovaria en partit i que es presentaria a les eleccions de Suècia. Els primers 100 membres del partit elegiren Birger Ekstedt per al càrrec de president del partit i Lewi Pethrus per al càrrec de vicepresident.
No va obtenir representació parlamentària fins a les eleccions legislatives sueques de 1985, mercès a una col·laboració amb el Partit de Centre, i des del 1991 amb representació pròpia.
A les eleccions legislatives sueques de 2006 es va presentar dins l'Aliança per Suècia i va obtenir tres ministeris en el gabinet de Fredrik Reinfeldt. A diferència del Partit Moderat i del Partit Popular Liberal, la Democràcia Cristiana i el Partit de Centre han evitat els escàndols i acusacions de conducta personal per l'espionatge en contra del Partit Socialdemòcrata, per la qual cosa el ministres Göran Hägglund, Mats Odell i Maria Larsson encara ocupen el seu càrrec. Hägglund, però, havia rebut crítiques internes per desviar-se de la postura provida del partit sobre l'avortament, ja que Hägglund defensava una posició proelecció. Les mesures del gabinet de l'Aliança gabinets contra els aturats i les llistes de malalts havien estat objecte de crítiques per l'exdirigent del partit Alf Svensson, mentre que els moderats de Sven-Otto Littorin van escometre un contraatac agressiu, els ministres de la Democràcia Cristiana van restar en silenci.
El 13 de març de 2015 Ebba Busch Thor es va convertir en la líder del partit, escollida per unanimitat per rellevar Göran Hägglund.
Després de les eleccions generals sueques de 2022, el bloc de dretes va obtenir la majoria al Riksdag, fet que va portar a l'elecció del moderat Ulf Kristersson com a primer ministre el 17 d'octubre del 2022 en un govern de coalició de Partit Moderat, Democristians i Liberals.

## Ideologia
Els punts més importants per al partit són la millora de l'atenció als nens i les famílies, residències per a ancians de qualitat, serveis de sanitat bons a tot el territori i un millor clima empresarial per crear llocs de treball

## Resultats electorals

### Parlament (Riksdag)
| Any  | Líder          | Vots    | %         | Escons   | +/– | Govern            |
| ---- | -------------- | ------- | --------- | -------- | --- | ----------------- |
| 1964 | Birger Ekstedt | 75,389  | 1.8 (#6)  | 0 / 233  | Nou | Extraparlamentari |
| 1968 | Birger Ekstedt | 72,377  | 1.5 (#7)  | 0 / 233  | =   | Extraparlamentari |
| 1970 | Birger Ekstedt | 88,770  | 1.8 (#6)  | 0 / 350  | =   | Extraparlamentari |
| 1973 | Alf Svensson   | 90,388  | 1.8 (#6)  | 0 / 350  | =   | Extraparlamentari |
| 1976 | Alf Svensson   | 73,844  | 1.4 (#6)  | 0 / 349  | =   | Extraparlamentari |
| 1979 | Alf Svensson   | 75,993  | 1.4 (#6)  | 0 / 349  | =   | Extraparlamentari |
| 1982 | Alf Svensson   | 103,820 | 1.9 (#6)  | 0 / 349  | =   | Extraparlamentari |
| 1985 | Alf Svensson   | 131,548 | 2.4 (#6)  | 1 / 349  | 1   | Oposició          |
| 1988 | Alf Svensson   | 158,182 | 2.9 (#5)  | 0 / 349  | 1   | Extraparlamentari |
| 1991 | Alf Svensson   | 390,351 | 7.1 (#5)  | 26 / 349 | 26  | Coalició          |
| 1994 | Alf Svensson   | 225,974 | 4.1 (#7)  | 15 / 349 | 11  | Oposició          |
| 1998 | Alf Svensson   | 618,033 | 11.7 (#4) | 42 / 349 | 27  | Oposició          |
| 2002 | Alf Svensson   | 485,235 | 9.2 (#4)  | 33 / 349 | 9   | Oposició          |
| 2006 | Göran Hägglund | 365,998 | 6.6 (#5)  | 24 / 349 | 9   | Coalició          |
| 2010 | Göran Hägglund | 333,696 | 5.6 (#8)  | 19 / 349 | 5   | Coalició          |
| 2014 | Göran Hägglund | 284,806 | 4.6 (#8)  | 16 / 349 | 3   | Oposició          |
| 2018 | Ebba Busch     | 409,478 | 6.3 (#6)  | 22 / 349 | 6   | Oposició          |
| 2022 | Ebba Busch     | 345,712 | 5.3 (#6)  | 19 / 349 | 3   | Coalició          |

1. ↑  Alf Svensson electe en la llista del Centre juntament amb el Partit de Centre

### Consells regionals
| Any  | Vots    | %    | Escons      | +/– |
| ---- | ------- | ---- | ----------- | --- |
| 1966 | 68,890  | 1.9  | 1 / 1.513   | 1   |
| 1970 | 86,513  | 1.9  | 2 / 1.524   | 1   |
| 1973 | 96,42   | 2.1  | 8 / 1.519   | 6   |
| 1976 | 97,62   | 1.9  | 8 / 1.683   | =   |
| 1979 | 102,801 | 2.0  | 12 / 1.705  | 4   |
| 1982 | 123,588 | 2.4  | 21 / 1.717  | 9   |
| 1985 | 102,661 | 2.0  | 18 / 1.733  | 3   |
| 1988 | 151,323 | 3.1  | 40 / 1.743  | 22  |
| 1991 | 348,763 | 7.0  | 132 / 1.763 | 92  |
| 1994 | 191,004 | 3.7  | 58 / 1.777  | 74  |
| 1998 | 516,813 | 10.0 | 168 / 1.646 | 110 |
| 2002 | 428,804 | 8.2  | 141 / 1.656 | 27  |
| 2006 | 360,183 | 6.6  | 116 / 1.656 | 25  |
| 2010 | 268,126 | 5.0  | 82 / 1.662  | 34  |
| 2014 | 317,270 | 5.2  | 85 / 1.678  | 3   |
| 2018 | 457,679 | 7.1  | 119 / 1.696 | 34  |
| 2022 | 469,033 | 7.3  | 133 / 1.720 | 15  |

### Consells municipals
| Any  | Vots    | %   | Escons         | +/– |
| ---- | ------- | --- | -------------- | --- |
| 1966 | 66,551  | 1.5 | 353 / 29.546   | 353 |
| 1970 | 91,201  | 1.8 | 286 / 18.327   | 67  |
| 1973 | 106,355 | 2.1 | 250 / 13.236   | 36  |
| 1976 | 108,557 | 2.0 | 237 / 13.247   | 13  |
| 1979 | 115,478 | 2.1 | 276 / 13.369   | 39  |
| 1982 | 136,494 | 2.4 | 326 / 13.500   | 50  |
| 1985 | 113,292 | 2.0 | 278 / 13.520   | 48  |
| 1988 | 152,427 | 2.8 | 360 / 13.564   | 82  |
| 1991 | 318,762 | 5.8 | 815 / 13.526   | 455 |
| 1994 | 180,264 | 3.2 | 425 / 13.550   | 390 |
| 1998 | 421,783 | 8.0 | 1.069 / 13.388 | 644 |
| 2002 | 376,657 | 7.0 | 1.013 / 13.274 | 56  |
| 2006 | 320,027 | 5.8 | 813 / 13.092   | 200 |
| 2010 | 257,919 | 4.3 | 591 / 12.978   | 222 |
| 2014 | 248,070 | 4.0 | 515 / 12.780   | 76  |
| 2018 | 339,375 | 5.2 | 676 / 12.700   | 161 |
| 2022 | 348,420 | 5.4 | 755 / 12.614   | 79  |

### Parlament Europeu
| Any  | Líder            | Vots    | %         | Escons | +/- | Grup   |
| ---- | ---------------- | ------- | --------- | ------ | --- | ------ |
| 1995 |                  | 105,173 | 3.9 (#7)  | 0 / 22 | Nou | -      |
| 1999 | Anders Wijkman   | 193,354 | 7.6 (#6)  | 2 / 22 | 2   | EPP-ED |
| 2004 | Anders Wijkman   | 142,704 | 5.7 (#8)  | 1 / 19 | 1   | EPP-ED |
| 2009 | Ella Bohlin      | 148,141 | 4.7 (#8)  | 1 / 18 | =   | EPP    |
| 2014 | Lars Adaktusson  | 220,574 | 5.9 (#8)  | 1 / 20 | =   | EPP    |
| 2019 | Sara Skyttedal   | 357,856 | 8.6 (#6)  | 2 / 20 | 1   | EPP    |
| 2024 | Alice Teodorescu | 239,530 | 5.71 (#7) | 1 / 21 | 1   | EPP    |

## Caps del partit
| Nom | Nom            | Foto | Naixement              | Inici              | Final               |
| --- | -------------- | ---- | ---------------------- | ------------------ | ------------------- |
|     | Birger Ekstedt |      | 19 de desembre de 1921 | 1964               | 5 de juliol de 1972 |
|     | Alf Svensson   |      | 1 d'octubre de 1938    | gener de 1973      | 3 d'abril de 2004   |
|     | Göran Hägglund |      | 27 de gener de 1959    | 3 d'abril de 2004  | 25 d'abril de 2015  |
|     | Ebba Busch     |      | 11 de febrer de 1987   | 25 d'abril de 2015 | en el càrrec        |